# Ђункето
Ђункето (фр. Giuncheto) је насељено место у Француској у региону Корзика, у департману Јужна Корзика.
По подацима из 2011. године у општини је живело 83 становника, а густина насељености је износила 10,91 становника/km².

## Демографија
| 1962. | 1968. | 1975. | 1982. | 1990. | 2011. |
| ----- | ----- | ----- | ----- | ----- | ----- |
| 75    | 77    | 53    | 41    | 46    | 83    |